# Vlasta Petrovičová
Vlasta Petrovičová, rodným jménem Vlastimila Horáková, provdaná Vlasta Neffová (25. září 1903 Přerov — 12. února 1980 Praha) byla česká herečka, překladatelka a spisovatelka, manželka spisovatele Vladimíra Neffa.

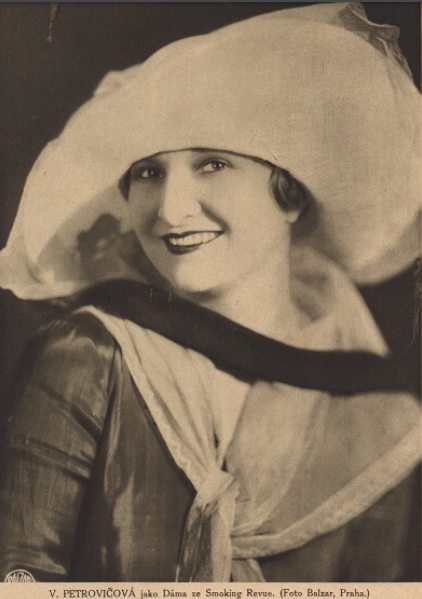
Vlasta Petrovičová ve Smoking revue V+W, 1928

## Život
Narodila se v Přerově, v rodině strojvůdce Leopolda Horáka (1873–1919) a jeho manželky Emilie, rozené Ondruškové (1880–1917). Měla čtyři sourozence, kteří zemřeli na tuberkulózu okolo roku 1910. Matka jí zemřela v roce 1917, otec v roce 1919. V šestnácti letech odešla od příbuzných ke kočovnému divadlu.
S kočovným divadlem se dostala do Prahy, kde již zůstala a v devatenácti se provdala za bývalého carského důstojníka Marka Bičurina, který byl v Praze divadelním a koncertním impresáriem. (Bičurin například zastupoval v Praze Fjodora Šaljapina a Rudolfa Firkušného, kterému pomáhal i v emigraci v Lisabonu a v New Yorku.)
V Praze hrála v Osvobozeném divadle a dalších pražských divadlech, získala i několik filmových rolí (viz Dílo). Před německou okupací, kdy již byla partnerkou Vladimíra Neffa, odmítla s manželem Markem Bičurinem emigrovat. V období Protektorátu se živila jako skriptka u filmu. Přitom napsala několik divadelních her a po osvobození s Vladimírem Neffem překládala z ruštiny.
Byla třikrát vdaná, nejdříve jako Machovcová, pak za divadelního podnikatele a herce Marka Bičurina (1892-1981) a v prosinci 1944 se provdala potřetí, a to za spisovatele Vladimíra Neffa. Spisovatel Ondřej Neff je její syn.
Je pochována na Vyšehradském hřbitově, v rodinném hrobě, spolu s manželem Vladimírem Neffem.

## Dílo

### Divadlo
- Divadlo mladých (Když ženy něco slaví, 1926)[6]
- Divadlo Dada (1927–1928, role neidentifikována)
- Osvobozené divadlo (Vest pocket revue 1927, Smoking Revue 1928)
- Divadlo Vlasty Buriana

### Autorka divadelních her
- Střídavě oblačno (veselohra o třech dějstvích, repertoární hra Městských divadel pražských, V Praze, A. Neubert, 1943)
- Růžové dopisy (komedie o třech jednáních, Plzeň, Osvěta, Jaromír Mareš, 1948, po Praze hráno 1944 i v Olomouci[7])
- Děravá škorně (komedie o 4 dějstvích, Praha, ČDLJ, 1954)
- Růžové dopisy (komedie o 3 dějstvích , Praha, ČDLJ, 1956)
- Slamník (Komedie o 3 dějstvích, Praha, ČDLJ, 1956)

### Autorka překladů
- Pozdní láska (hra o 4 dějstvích, A.N. Ostrovskij, Praha, Dilia, 1973)
- Racek (komedie ve 4 dějstvích, Anton Pavlovič Čechov, překlad spolu s Vladimírem Neffem, Praha, Dilia, 1973)
- Vojna a mír (podle stejnojmenného románu L.N. Tolstého napsal G.P. Ansimov, překlad spolu s Vladimírem Neffem, Praha, Dilia, 1976)
- Smrt brejlatého vezíra (Jurij Tyňanov, překlad spolu s Vladimírem Neffem, Praha, Lidové nakladatelství, 1979)

### Filmografie

#### Herečka
- 1942 Okouzlená (režie Otakar Vávra, role: majitelka módního salonu)
- 1940 Artur a Leontýna (režie Miroslav J. Krňanský, námět Ignát Herrmann, návštěvnice čítárny)
- 1939 Srdce v celofánu (režie Jan Sviták, návštěvnice dobročinné slavnosti)
- 1937 Láska a lidé (režie Vladislav Vančura, Václav Kubásek, nemocniční sestra)
- 1925 Vyznavači slunce (režie Václav Binovec, Marta)

#### Autorka námětu a zpracování
- 1956 Nezlob, Kristino! (režie Vladimír Čech, scénář Vladimír Neff)
- 1946 Kdo s koho (zpracování pro film dle K. M. Čapka-Choda, nerealizováno – v databázi čs. filmů neuvedeno, Státní výroba celovečerních filmů, výrobní skupina Karel Feix)